# رودخانه فارائونی
رودخانه فارائونی (به لاتین: Faraony River) یک رود در ماداگاسکار است که در ماداگاسکار واقع شده‌است.